# Агрикола, Микаэль
Микаэ́ль Агри́кола (фин. Mikael Agricola, ок. 1510 — 9 апреля 1557, Куолемаярви) — финский гуманист и деятель Реформации. Первый лютеранский епископ Финляндии, просветитель и первый переводчик Библии на финский язык.

## Биография

### Ранние годы
Микаэль Олай родился около 1510 года (по некоторым исследованиям — в 1507) в деревне Торсбю (швед. Torsby) общины Перно (швед. Pernå), провинции Нюланд, в семье зажиточного крестьянина. Ребёнка назвали в честь святого покровителя уездной церкви. У Микаэля было три сестры. Учителя заметили способность Микаэля к языкам и отправили его учиться в Выборг, в латинскую школу.
В те годы современная Финляндия была частью Швеции, которая состояла в Кальмарской унии. В 1518 — начале 1520-х годов в Швеции начали проповедовать первые последователи Мартина Лютера. В 1523 году королём Швеции стал Густав Васа. Вначале новый король негативно отнёсся к проповеди нового учения, однако сложная внутриполитическая ситуация заставила его искать новых союзников внутри страны. В 1524 году возник конфликт между королём и папой Клементом VII по поводу избрания нового архиепископа, в результате чего отношения с папством были прерваны окончательно.
Реформа Церкви в Швеции осуществлялась постепенно. С 1525 года началось проведение богослужений на шведском языке, в 1526 году был издан Новый Завет, а в 1541 году — вся Библия, и король обязал все церкви купить новые книги.

### Студенческие годы
Учась в Выборге, Микаэль взял себе фамилию «Агрикола» (то есть «земледелец») — фамилии, взятые по роду занятий отца в то время часто встречались среди учёных в первом поколении. Вероятно, именно в Выборге Агрикола впервые соприкоснулся с идеями Реформации и гуманизма. Комендантом выборгского замка в то время был граф Иоганн, немец на службе у шведского короля Густава Васы. Граф был сторонником Реформации, и в замке уже проводились лютеранские богослужения.
В 1527 году на Вестеросском риксдаге главой Церкви был провозглашён король, а имущество монастырей было конфисковано в пользу короны. Делами Церкви стали управлять светские лица, назначенные королём.

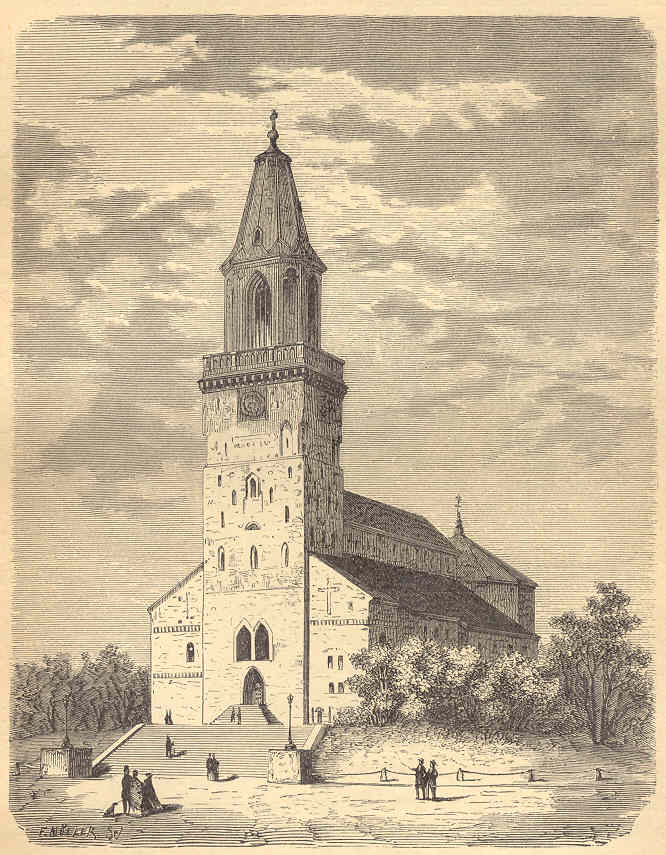
Кафедральный собор Турку

В 1528 году Микаэль перебрался в Турку (Або), в то время бывший де-факто центром финских территорий Швеции и центром католической епархии, где поступил на службу в канцелярию епископа Мартина Скютте, также только вступившего на эту должность.
Именно в Турку Агрикола встретился с первым финским учеником Мартина Лютера Петером Сяркилахти, который горячо проповедовал идеи Реформации (в частности, что Библия должна быть доступна людям на их родном языке). После кончины Сяркилахти в 1529 году Агрикола продолжил его труд.

### Священник, учёба в Германии

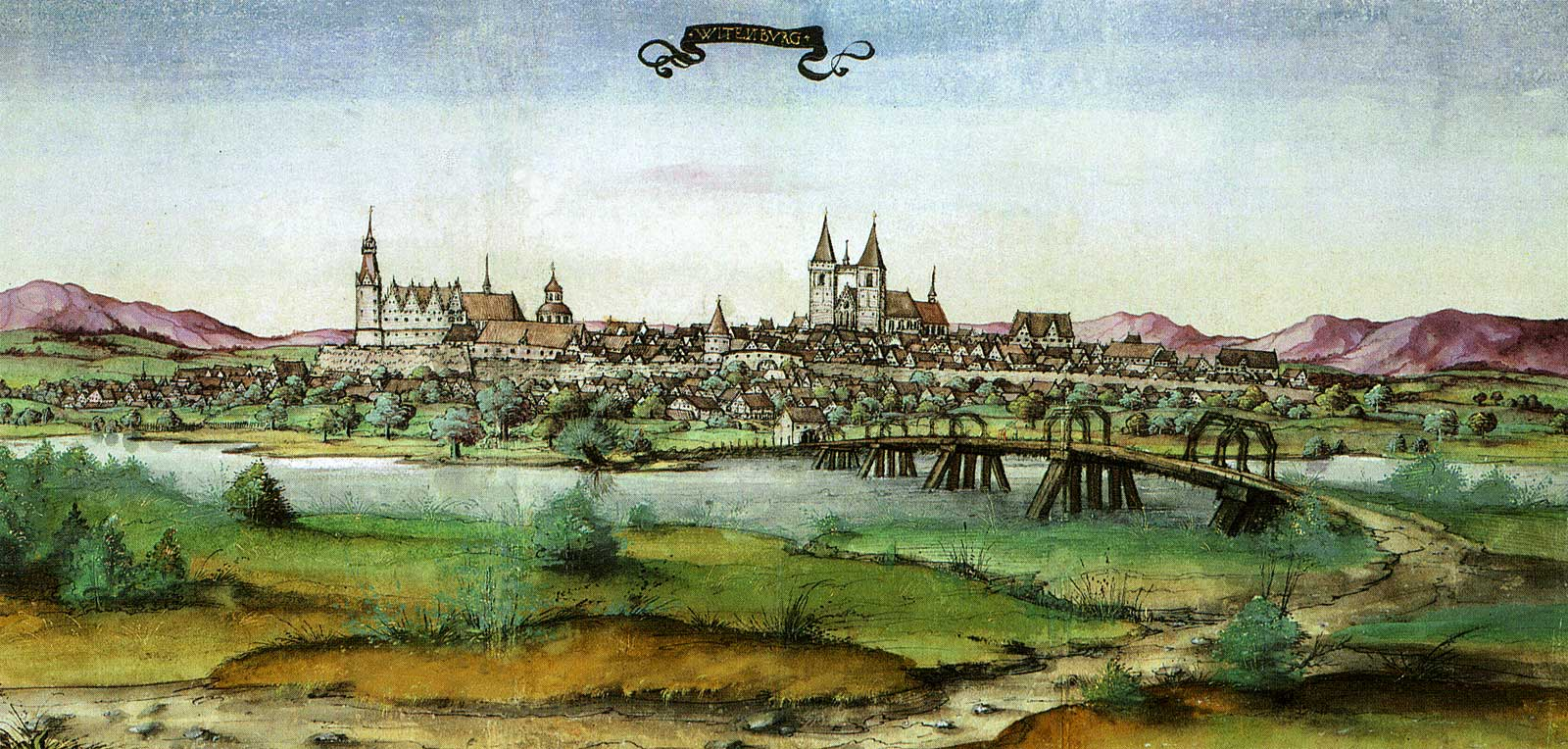
Виттенберг в 1536/37

В 1531 году он рукоположён в священники.
В 1536 году епископ Турку послал его учиться в Германию, в Виттенберг. Там Агрикола посещал лекции Филиппа Меланхтона, который прекрасно знал греческий язык. Там же он познакомился с Лютером. Через три года, летом 1539 года, Агрикола окончил учёбу магистром свободных искусств.
Оба священника-реформатора дали ему рекомендательные письма, адресованные королю Густаву Васе. Получив при помощи этих писем стипендию, Агрикола накупил книг и принялся за перевод основных книг на финский язык.

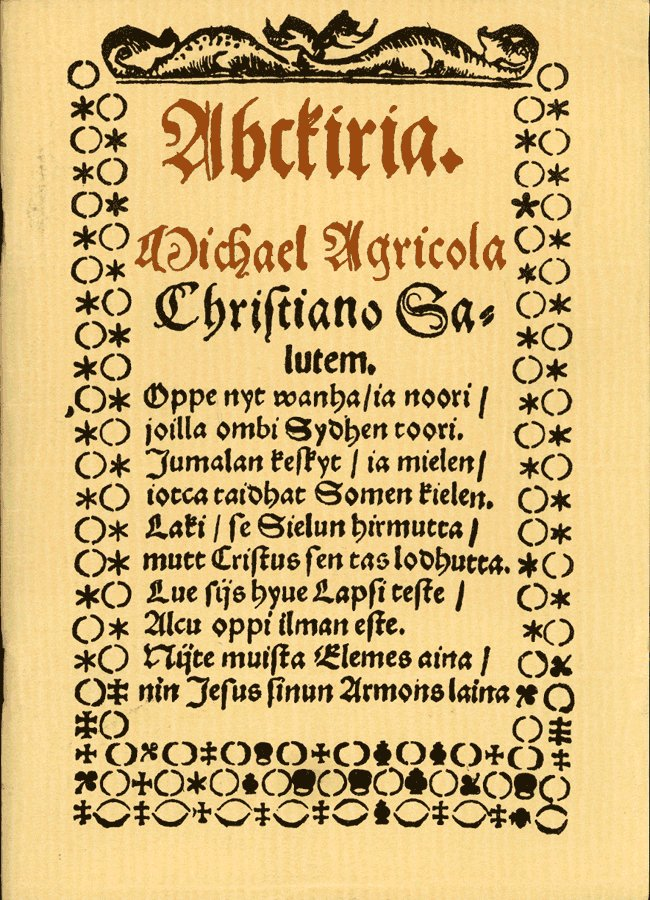
Abckiria (1543)

Первую книгу на финском языке он издал в 1543 году. Это был букварь «ABC-kiria». Сегодня этот год считается годом рождения финской письменности.
В 1548 году Микаэль Агрикола закончил перевод Нового Завета. Тираж был напечатан в Стокгольме за государственный счёт. Перевод на финский язык Нового Завета Агрикола начал ещё в Виттенберге.
Кроме того, он перевёл на финский язык (который до него ещё не был письменным языком), некоторые части Ветхого Завета и много назидательных сочинений. Агрикола был образованным человеком, гуманистом. В его личной библиотеке были, в частности, сочинения Аристотеля, Диогена Лаэртского, Страбона, Плавта и Теренция. В этих книгах сохранились его личные пометки на шведском. Знал он произведения Овидия, Вергилия, Цицерона, Тацита, Эразма Ротердамского — к последнему, в отличие от многих католических и протестантских богословов, относился с уважением, и свободно его цитировал. В сочинениях Агриколы встречаются сведения из астрологии и медицины, изложенные по-латински, а также присутствуют первые упоминания о Вяйнемёйнене, Ильмарайне, Калевипоэге. Для туркуского епископа эти персонажи эпосов были пережитками язычества, к которым он относился отрицательно.

### Первый лютеранский епископ Финляндии
Был ректором кафедральной школы в Або, в 1550 г. там же каноником и в 1550 году епископом.

### Смерть
В 1556 году Агрикола в числе членов посольства Густава I Васы поехал в Москву для заключения мирного договора во время Русско-шведской войны. На обратном пути он заболел и 9 апреля 1557 года умер в Куолемаярви (ныне Пионерское близ современного Приморска), в 10-ти километрах северо-западней поселка Озерки на мысе Кюрённиеми (примерно на 100-м километре от Петербурга по Приморскому шоссе есть знак, указывающий поворот к месту его смерти и памятнику). Микаэль Агрикола был похоронен 12 апреля 1557 года в Выборге.

## Агрикола в культуре Финляндии

### День финского языка

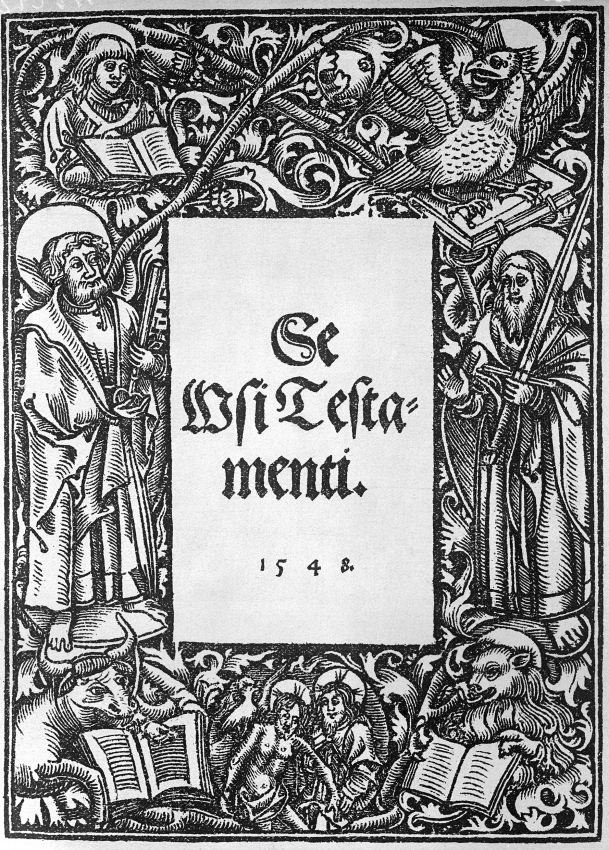
Новый завет

«День Микаэля Агриколы», или «День финского языка» отмечается в Финляндии ежегодно 9 апреля, в день смерти Агриколы. В предисловии к Новому Завету Агрикола написал так:
Язык моего народа существовал всегда, своей заслугой я считаю лишь перенесение его на бумагу.
В честь создателя финской письменности в этот день над Финляндией поднимается государственный флаг.
С 1958 года наиболее талантливые финские переводчики награждаются Премией имени Микаэля Агриколы.

### В драматургии
В пьесе финского драматурга Пааво Хаавикко «Agricola ja kettu» (Агрикола и лиса), премьера которой состоялась в Хельсинки в 1968 году, Агрикола принимает участие в международных политических интригах своего времени. Конфликт России и Швеции, частью которой тогда была Финляндия, воспринимается как борьба Востока и Запада. Режиссёром постановки выступил Калле Холмберг и чтобы осовременить пьесу, он одел царя Ивана Грозного в костюм Иосифа Сталина.

### Памятники
- Памятник Микаэлю Агриколе в Выборге, Россия. Первоначально был установлен 21 июня 1908 года у входа в Новый кафедральный собор. Представлял собой бюст Агриколы на сложном по форме высоком постаменте со скульптурной группой у подножия. В годы Второй мировой войны собор был разрушен, а памятник переплавлен. 27 июня 2009 года заново отлитый бюст Агриколы был вновь установлен на частично сохранившийся старый постамент (постамент, значительно повреждённый, при этом не реставрировался, и скульптурная группа восстановлена не была), и размещён возле лютеранского собора Петра и Павла[5].

Копии бюста Агриколы в Выборге установлены на простые постаменты в следующих городах Финляндии:
- - В Турку, в холле Кафедрального собора.
  - В Перная, около церкви Святого Микаэля, в которой крестили Агриколу.
  - В Лахти.
- В Турку перед Кафедральным собором расположен ещё один памятник Агриколе, изображющий епископа в полный рост.
- В Хельсинки именем Агриколы названа Агрикольская церковь, а его статуя украшает Кафедральный собор.
- Памятник также установлен на месте смерти Агриколы, на берегу Финского залива. Он находится на территории России, примерно на 100-м километре от Санкт-Петербурга по Приморскому шоссе, около посёлка Пионерское. Представляет собой камень надгробного типа, обнесённый чугунной оградой. Был установлен в 1900 году. В советские годы памятник было приказано демонтировать, однако выборгские музейщики сохранили камень, перевезя его в фонды краеведческого музея. В 2000 году памятник был восстановлен на старом месте.

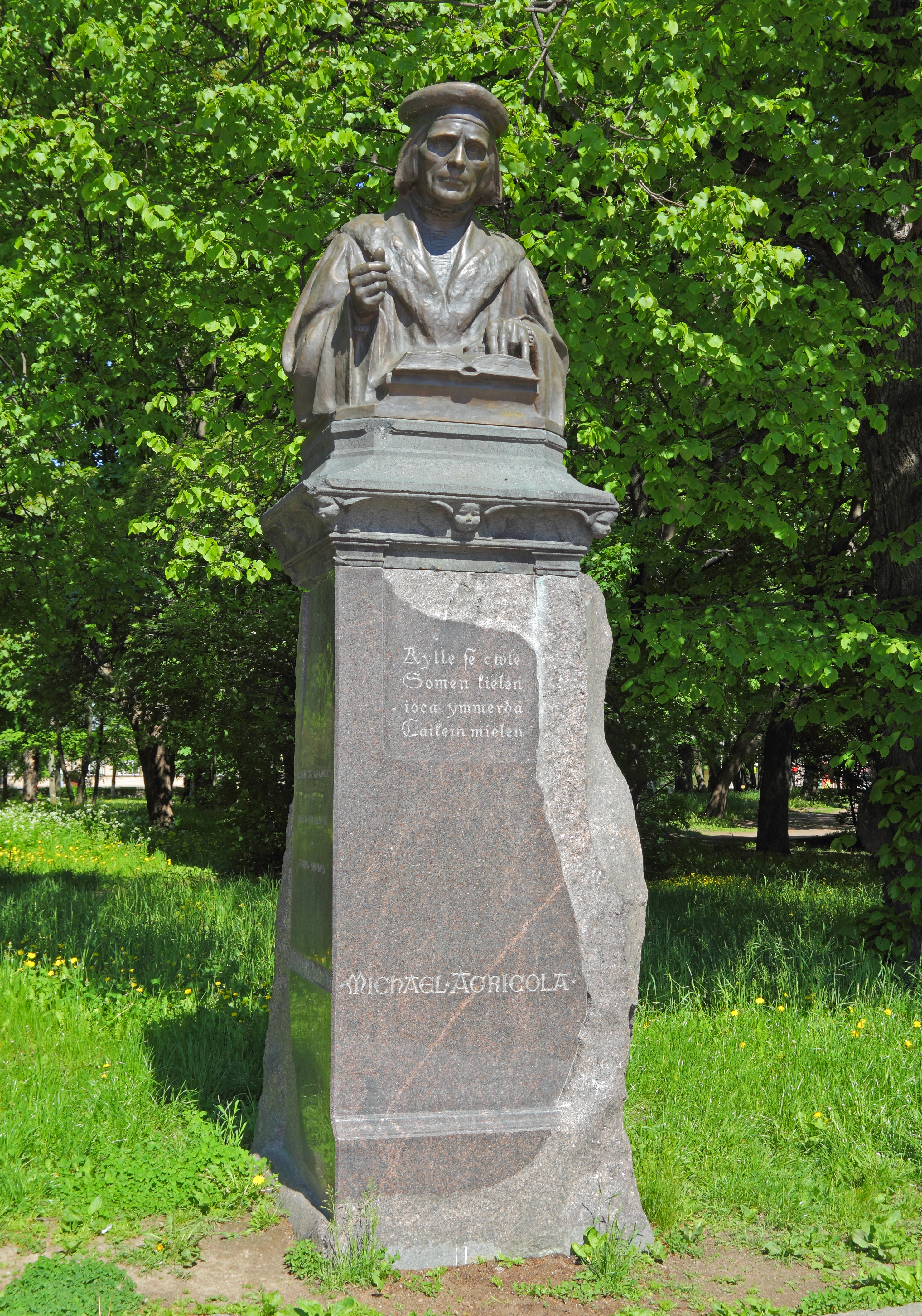
Памятник Микаэлю Агриколе в Выборге.
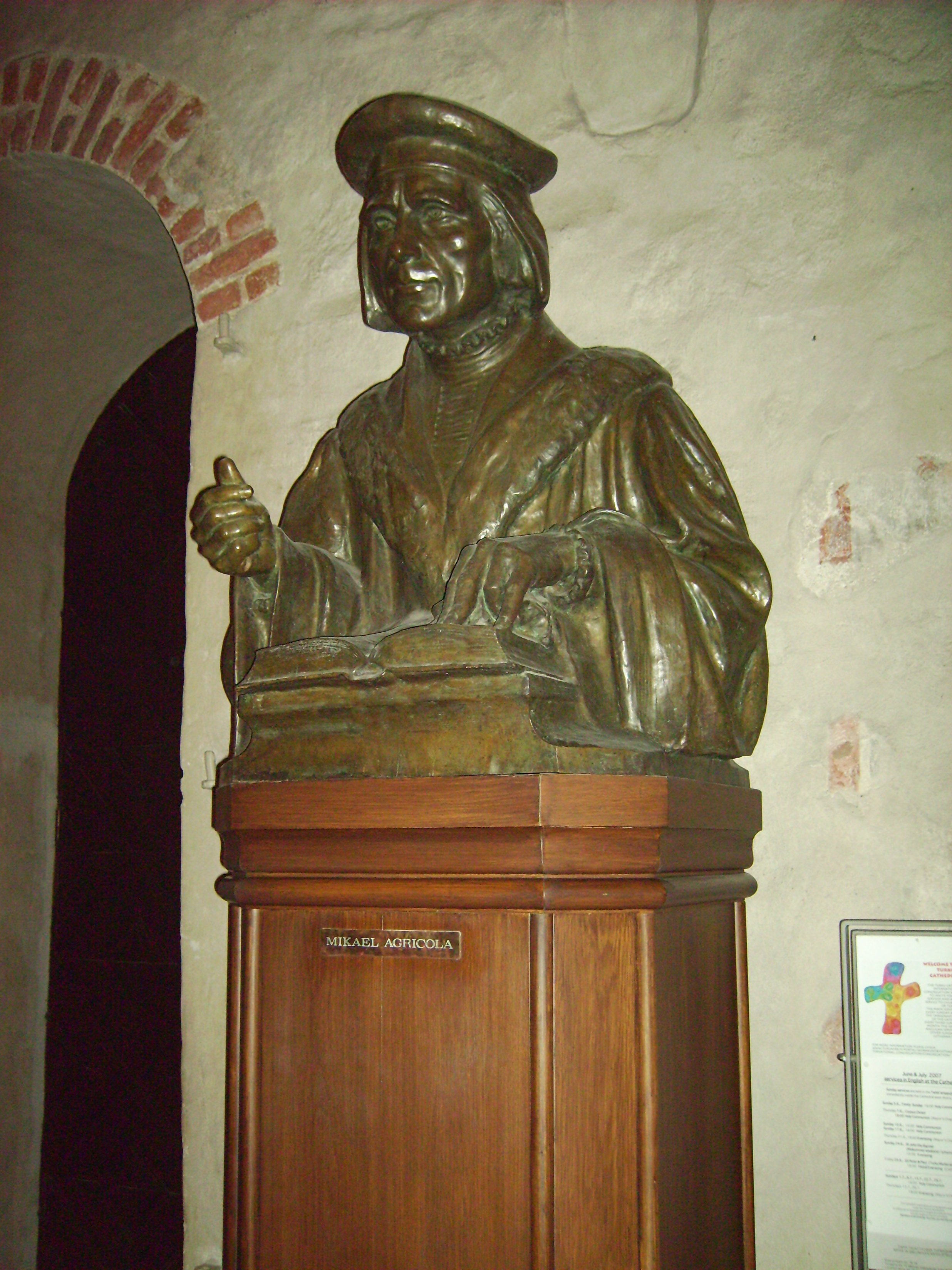
Памятник в Турку.
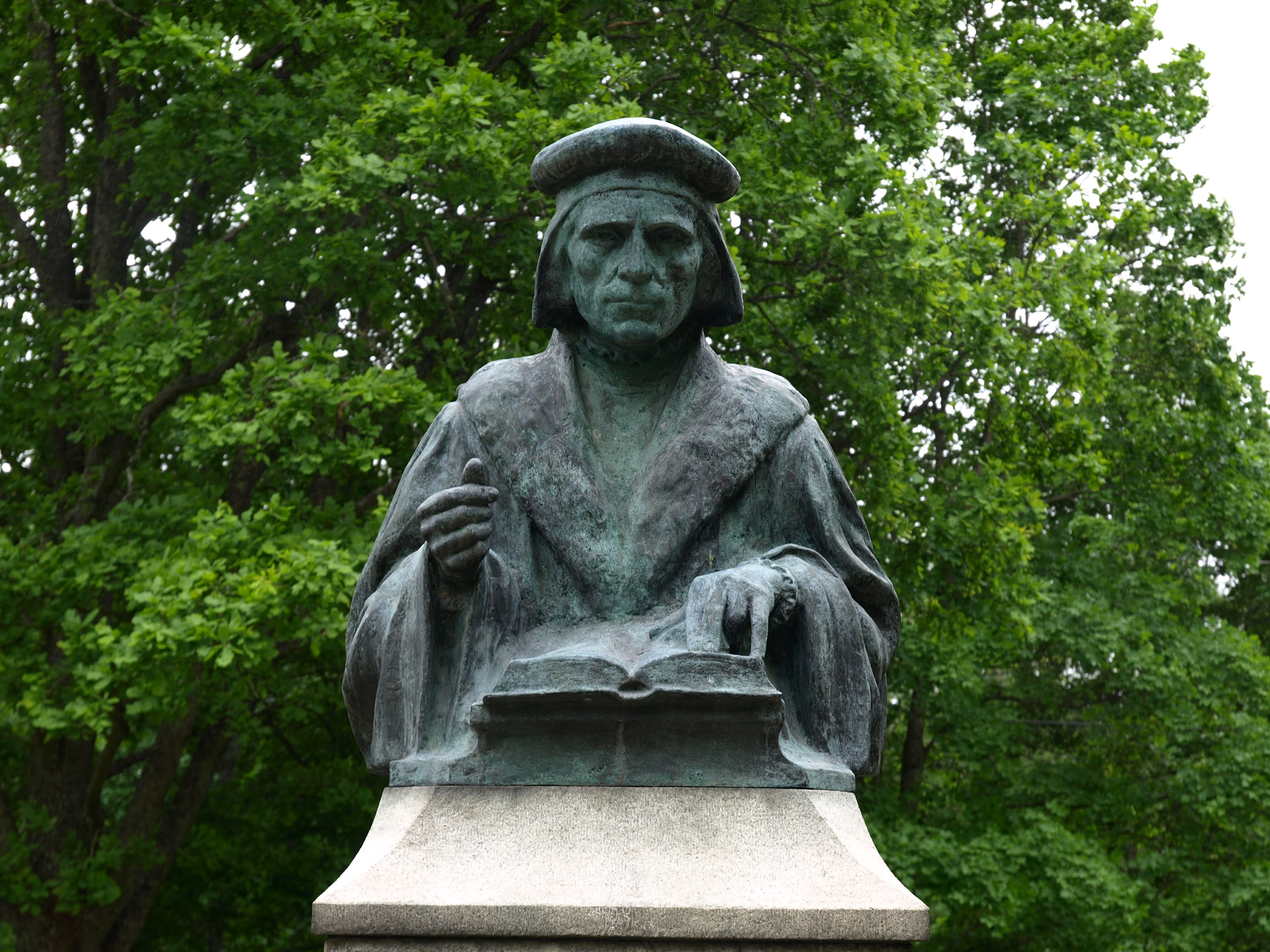
Памятник в Перная.
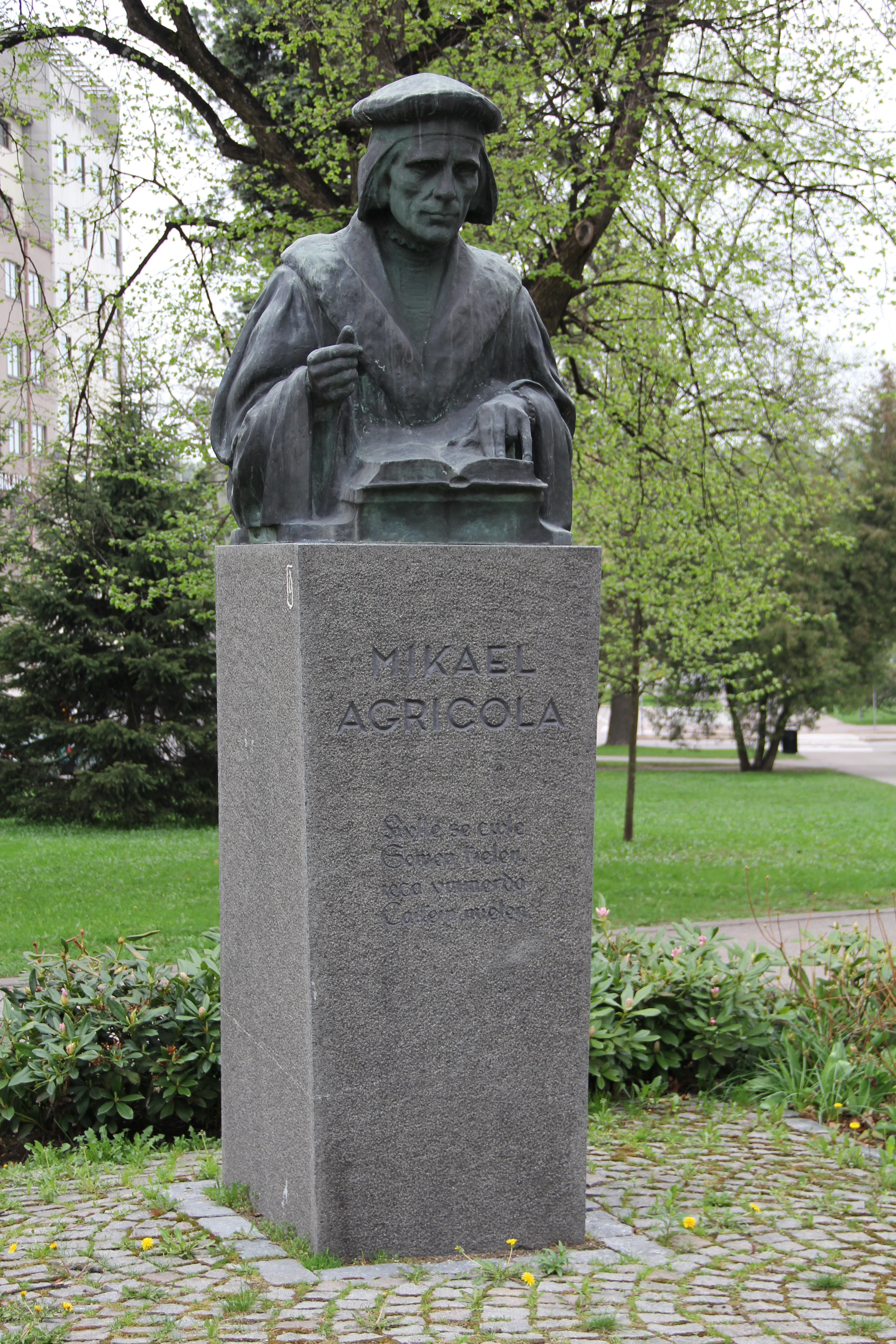
Памятник в Лахти.
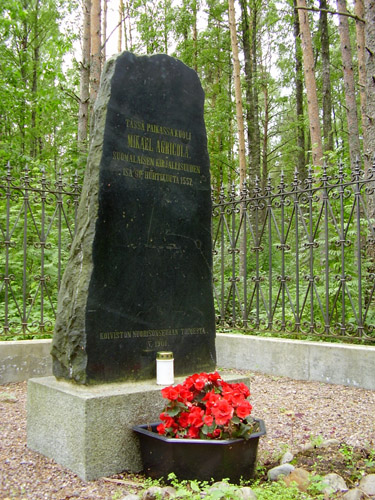
Камень на месте смерти Агриколы.